# Luis Ángel Mendoza
Pour les articles homonymes, voir Mendoza.
Luis Ángel Mendoza, né le 3 février 1990 à Monterrey, est un footballeur mexicain qui évolue au poste d'ailier au Club América.